# Ґоцлово
Ґоцлово (пол. Gocłowo) — село в Польщі, у гміні Бульково Плоцького повіту Мазовецького воєводства.
Населення — 141 особа (2011).
У 1975-1998 роках село належало до Плоцького воєводства.

## Демографія
Демографічна структура станом на 31 березня 2011 року:
|          | Загалом | Допрацездатний вік | Працездатний вік | Постпрацездатний вік |
| -------- | ------- | ------------------ | ---------------- | -------------------- |
| Чоловіки | 73      | 20                 | 45               | 8                    |
| Жінки    | 68      | 21                 | 35               | 12                   |
| Разом    | 141     | 41                 | 80               | 20                   |